# Pierre Jansen
Pierre Jansen, nascut Pierre Georges Cornil Jansen el 28 de febrer de 1930 a Roubaix i mort el 13 d’agost de 2015 a Sant Pèire lo Deschausselat e Sant Jan de Porcharessa (Ardecha), va ser un compositor francès de música contemporània i música de cinema. Va ser sobretot el col·laborador oficial de Claude Chabrol per a qui va compondre la música per a diverses pel·lícules.

## Biografia
Va fer els seus primers estudis musicals al conservatori de Roubaix (piano i harmonia) sota la direcció d'Alfred Desenclos. Estudis de postgrau al Conservatori Reial de Música de Brussel·les (premi de piano i harmonia). Va fer estudis d'escriptura amb André Souris (harmonia, contrapunt, fuga i orquestració).
Des de 1952, va seguir regularment les lliçons d'Olivier Messiaen i va participar en la Ferienkurse für die neue Musik a Darmstadt. El 1958, creació a Darmstadt d'una suite per a piano i 18 instruments que s'interpretarà a París durant un concert del Domaine musical.
El 1960 va abandonar la música d'avantguarda i es va dedicar a la música de cinema. Va col·laborar amb Claude Chabrol de qui es va convertir en el compositor oficial fins al 1980. El director de la Nouvelle Vague va dir sobre Pierre Jansen: «Vaig conèixer un germà en músicaW, mentre que aquest últim descriu la seva trobada amb Chabrol com a «determinant i inesperada». Després va treballar amb Claude Goretta, Francis Girod i Pierre Schoendoerffer. També col·labora per a televisió component música per a Serge Moati i per a Josée Dayan.
El 1985, va compondre per al cinema mut, en col·laboració amb Antoine Duhamel, una vasta partitura per a gran orquestra destinada a acompanyar les imatges de la famosa pel·lícula de David Wark Griffith, Intolerance: Love's Struggle Throughout the Ages. Aquesta obra serà creada per l'Orchestre national d'Île-de-France (director Jacques Mercier) i projectada en directe al  Théâtre des Amandiers, després al Festival d'Avinyó.
Una versió d'aquesta pel·lícula, recentment restaurada, es va fer l'any 2007. Va requerir una nova adaptació de la partitura. Regravat sota la direcció de Jean Deroyer, es va emetre a Arte. Aquesta versió està disponible en DVD.
A poc a poc abandonant la música de cinema perquè no volia caure “en la facilitat comercial”, després es va dedicar a la seva pròpia obra component concerts.
Va ensenyar orquestració a l'École Normale de Musique de París, així com al Conservatori de París (CNSMDP).

## Catàlegs d'obres
- Per a orquestra:
  - una simfonia (1995)
  - Éloge de la consonance (1989)
  - Litanie pour un éden (1993)
  - Concert per piano i orquestra (2006)
  -  L’an deux mille, la fin d’un millénaire per cor i orquestra (1999)
  - Suite en duo pour piano et orchestre (orchestration de la Suite pour deux pianos) (1987)
  - Suite duet per a piano i orquestra (orquestració de la Suite per a dos pianos) (1987)
  - Concert per a trompa i orquestra (2014)
- Per a piano:
  - Primera sonata (1983)
  - Segona sonata (1986-1989)
  - Dotze peces per a piano
  - Entreteniment a quatre mans
  - Suite per a dos pianos (1983)
- Per a guitarra:
  - Concerto pour guitare et cordes (Bèrben 2006)
  - Évocation d'un Concerto (2006, inédit)
- Música de cambra:
  - Primer quartet de corda (1980)
  - Segon quartet de corda (1991)
  - Trio per a piano, violí i violoncel (2000)
  - Sonatina per a violí i piano (1977)
  - Fantaisie toccata et rondes, violoncel i piano (1981)
  - Vagabondages pour flûte (do i sol) i piano (2007)
  - Alguns fragments enllaçats per a clarinet baix i arpa
  - Sonata per a violí i piano (2011)
- Formació diversa:
  - Sphène pour quintette de harpes (1971)
  - Les arborescences pour quintette de cuivres
  - Concert en quintette pour clarinette, violon, violoncelle et piano (1993)
  - Concert del quintet per a clarinet, violí, violoncel i piano (1993)
  - Viatge retro per a flauta saxo alt, arpa, violí, violoncel, celesta i piano
  - Burlesc. Per a flauta, clarinet baix, pistó, trombó, percussió, piano, violí i contrabaix.
- Música vocal:
  - Sis poemes extrets d'epigrames de Paul Verlaine per a baríton i piano.
  - Quatre-Temps. Per a contralt, narrador i piano (hi ha una versió amb orquestra).

## Filmografia

### Cinema
- 1960 : Les Bonnes femmes de Claude Chabrol
- 1961 : La Ligne droite de Jacques Gaillard
- 1961 : Les Godelureaux de Claude Chabrol
- 1962 : Les Sept Péchés capitaux (esquetx)
- 1962 : L'Œil du Malin de Claude Chabrol
- 1963 : Ophélia de Claude Chabrol
- 1963 : Landru de Claude Chabrol
- 1963 : La 317e Section de Pierre Schoendoerffer
- 1964 : L'Homme qui vendit la tour Eiffel (esquetx a Les Plus Belles Escroqueries du monde) de Claude Chabrol
- 1964 : Le Tigre aime la chair fraiche de Claude Chabrol
- 1965 : Une si jeune paix de Jacques Charby
- 1965 : Marie-Chantal contre docteur Kha de Claude Chabrol
- 1965 : Le Tigre se parfume à la dynamite de Claude Chabrol
- 1966 : La Ligne de démarcation de Claude Chabrol
- 1967 : Le Scandale de Claude Chabrol
- 1967 : La Route de Corinthe de Claude Chabrol
- 1968 : Les Biches de Claude Chabrol
- 1968 : Flammes sur l'Adriatique d'Alexandre Astruc
- 1969 : La Femme infidèle de Claude Chabrol
- 1969 : Que la bête meure de Claude Chabrol
- 1969 : La Main de Henri Glaeser
- 1970 : Le Boucher de Claude Chabrol
- 1970 : La Rupture de Claude Chabrol
- 1971 : Juste avant la nuit de Claude Chabrol
- 1971 : Le Sauveur de Michel Mardore
- 1971 : La Décade prodigieuse de Claude Chabrol
- 1972 : Dr. Popaul de Claude Chabrol
- 1973 : Les noces rouges de Claude Chabrol
- 1974 : Nada de Claude Chabrol
- 1975 : Une Partie de plaisir de Claude Chabrol
- 1975 : Les Innocents aux mains sales de Claude Chabrol
- 1976 : Nuit d'or de Serge Moati
- 1977 : Alice ou la Dernière Fugue de Claude Chabrol
- 1977 : La dentellière de Claude Goretta
- 1978 : Llaços de sang de Claude Chabrol
- 1978 : Violette Nozière de Claude Chabrol
- 1978 : L'État sauvage de Francis Girod
- 1980 : L'Œil du maître de Stéphane Kurc
- 1980 : El cavall de l'orgull de Claude Chabrol
- 1980 : Un homme en fuite de Simon Edelstein
- 1982 : Le Grand Frère de Francis Girod
- 1984 : Rebelote de Jacques Richard
- 1985 : Monsieur de Pourceaugnac de Michel Mitrani
- 1989 : La Folle Journée ou le mariage de Figaro de Roger Coggio
- 1991 : Boulevard des hirondelles de Josée Yanne

### Télévision
- 1974 : Le Pain noir de Serge Moati (telenovel·la)
- 1978 : Ciné-roman de Serge Moati
- 1978 : Madame le juge de Claude Chabrol, episodi « 2 + 2 = 4 »
- 1980 : Mont-Oriol segons Guy de Maupassant de Serge Moati

## Discografia
- L’Œuvre pour piano - Erika Haase, piano (1997, 2CD Triton TRI 331106) — avec des œuvres de Colette Zerah-Jansen, interprétées par elle-même. Premier enregistrement mondial.